# Josef Schmidt (Politiker, 1934)
Josef Schmidt (* 11. Februar 1934 in Waldböckelheim) ist ein deutscher Politiker (CDU).

## Leben und Beruf
Dem Besuch der Volksschule von 1940 bis 1948 in Waldböckelheim schlossen sich die Berufsschule und eine Schreinerlehre in Bad Kreuznach an. Der Gesellenprüfung 1952 folgte von 1955 bis 1957 der Besuch des Sozialseminars der Diözese Trier. Als Schreiner war er von 1953 bis 1959 tätig.

## Partei
Schmidt ist seit 1956 Mitglied der JU und der CDU. Von 1959 bis 1962 war er Mitglied des Bezirksvorstands der JU Koblenz. In den Jahren von 1959 bis 1978 war er als Geschäftsführer der CDU für den Kreis Bad Kreuznach tätig.

## Öffentliche Ämter

### Landtag Rheinland-Pfalz
Schmidt wurde zum ersten Mal bei der Landtagswahl 1971 in den Rheinland-Pfälzischen Landtag gewählt und gehörte diesem in zwei Wahlperioden vom 18. Mai 1971 bis 13. Dezember 1978 an. Er legte sein Mandat vorzeitig nieder, um die Tätigkeit eines Ersten hauptamtlichen Beigeordneter der Verbandsgemeinde Bad Sobernheim aufzunehmen. Sein Nachrücker war Ernst Lautenbach. In der 7. Wahlperiode war er Mitglied im Ausschuss für Wirtschaft und Verkehr, dem Petitionsausschuss und dem Sozialpolitischen Ausschuss. In der 8. Wahlperiode war Schmidt Mitglied im Ausschuss für Soziales, Gesundheit und Sport, dem Ausschuss für Wirtschaft und Verkehr und dem Petitionsausschuss.
Er war 1979 Mitglied der 7. Bundesversammlung.

### Kommunale Funktionen
Von 1960 bis 1964 war Schmidt Mitglied des Gemeinderats Waldböckelheim und im Anschluss bis 1969 Erster Beigeordneter in Waldböckelheim. Bei den Kommunalwahlen 1964 und 1969 wurde er in den Kreistag Bad Kreuznach gewählt, wo er von 1969 bis 1974 Fraktionsvorsitzender der CDU war.
Von 1969 bis 1978 war er Mitglied der CDU-Fraktion im Verbandsgemeinderat Rüdesheim. Von 1971 bis 1974 war er Zweiter Beigeordneter der Verbandsgemeinde Rüdesheim und im Jahr 1974 Erster Kreisdeputierter des Kreises Bad Kreuznach.
Nach dem Ausscheiden aus dem Landtag war er von 1978 bis 1983 Erster hauptamtlicher Beigeordneter der Verbandsgemeinde Bad Sobernheim. Im Anschluss war er bis 1991 Bürgermeister der Verbandsgemeinde Langenlonsheim. Von 1991 bis 1997 war Schmidt Erster hauptamtlicher Kreisbeigeordneter des Kreises Bad Kreuznach.

## Ehrungen
- Bundesverdienstkreuz am Bande (1979)
- Bundesverdienstkreuz Erster Klasse (1989)

## Sonstiges Engagement
Schmidt ist seit 1959 Mitglied des CGB und 1968 des DGB. Von 1961 bis 1978 war er Mitglied im Vorstand der AOK Bad Kreuznach sowie von 1975 bis 1994 Mitglied des Landesvorstands des Deutschen Paritätischen Wohlfahrtsverbands Rheinland-Pfalz-Saarland.